# Taylor Thompson
Taylor Thompson (Plano, 19 ottobre 1989) è un ex giocatore di football americano statunitense che ha militato nel ruolo di tight end per i Tennessee Titans della National Football League. Fu scelto nel corso del quinto giro (145º assoluto) del Draft NFL 2012 dai Titans. Al college ha giocato a football alla Southern Methodist University.

## Carriera
Il 28 aprile 2012 Thompson fu scelto nel corso del quinto giro del Draft dai Titans. Nella sua stagione da rookie disputò tutte le 16 partite, 4 delle quali come titolare, ricevendo 6 passaggi per 46 yard. Nella successiva disputò ancora tutte le 16 gare, segnando il primo e unico touchdown su ricezione in carriera nella gara della settimana 10 contro i Jacksonville Jaguars. Giocò con i Titans fino al 2015 dopo di che non riuscì più a trovare un contratto nel football professionistico.